# BSI OSS Security Suite
BSI OSS Security Suite (BOSS) war eine Zusammenstellung freier Sicherheits-Software, die vom Bundesamt für Sicherheit in der Informationstechnik (BSI) kostenlos zum Herunterladen bereitgestellt wurde.
Die Software diente der Sicherheitsüberprüfung von Systemen in Netzwerken. BOSS baute im Wesentlichen auf Nessus auf, ab Version 3.0 jedoch auch OpenVAS und scannte damit nach verwundbaren Stellen in beliebigen Rechnern in Netzen. Dazu gibt es eine einfach zu bedienende, deutschsprachige, grafische Oberfläche. Es können auch lokale Prüfungen auf GNU- oder Linux-Rechnern zentral gesteuert durchgeführt werden. 
Mit Hilfe von SLAD (Security Local Auditing Daemon) ist die Steuerung lokaler Sicherheitssoftware, wie TIGER, John-The-Ripper, Tripwire, lsof, ClamAV Antivirus und Chkrootkit, möglich. So können Zielsysteme intensiv auch von innen auf Schwachstellen oder bereits erfolgreiche Angriffe geprüft werden. Die Möglichkeit der zentralen Steuerung und Auswertung sollte das organisationsweite Sicherheits-Auditing deutlich vereinfachen.
Nach der Version 3.0 wurde die Software nicht mehr gepflegt. Stattdessen empfiehlt das BSI die Verwendung von OpenVAS.